# 스탈린그라드: 최후의 전투
《스탈린그라드: 최후의 전투》(영어: Stalingrad)는 1993년 공개된 독일의 전쟁 드라마 영화이다.

## 줄거리
1942년 늦은 여름, 제2차 세계대전이 네 번째 해를 맞이했을 때, 히틀러의 군대는 유럽 대부분과 북 아프리카 일부를 점령했다. 그리고 그들은 두 번째 러시아 공격을 준비 중이었다. 목표는 카스피 해와 코카서스 유전. 이집트에서 큰 공을 세운 제6군은 이탈리아에서 짧은 휴가를 마치고 파울루스 장군의 지휘 아래 스탈린그라드로 진격한다. 스탈린그라드로 향하는 기차 안에서 젊은 중위 한스와 패기 넘치는 롤로는 누가 살아 돌아올지 내기를 한다. 하지만 전선에 도착하자마자 그들은 이제까지의 전투와는 다른 느낌을 받는다. 수많은 전우들이 눈앞에서 죽어나가고 러시아 포로들은 인간 이하의 대접을 받고 있었다. 그래도 조국을 위한 희생이라는 명분 아래 다들 최선을 다해 싸우지만 동료 부상병 에미콜즈를 치료하기 위해 프리츠가 위생병에게 총을 들이대는 바람에 한스와 그의 부하들은 지뢰 제거반에 보내진다. 러시아 포로들과 함께 생활하게 된 그들은 혹독한 추위와 비인간적 대우까지 견뎌야 했다. 패배가 뻔히 보이는 전투에 가차 없이 투입되고 무고한 러시아 시민까지 사살하게 되면서 병사들은 마지막 애국심마저 내려놓게 된다….

## 출연

### 주연
- 도미니크 호위츠
- 토마스 크레취만
- 조컨 니켈

### 조연
- 질베스터 그로트
- 헤인즈 에미그홀즈

## 기타
- 미술: 울프강 핸드해머
- 의상: 우트 호핑거

## 같이 보기
- 스탈린그라드 (영화)